# Wilhelm-Rafael Garth
Wilhelm-Rafael Garth (* 26. Februar 1989) ist ein deutscher Immobilienmakler, Automobiljournalist und Synchronsprecher.
Er war in den Filmen Die Mumie kehrt zurück, Unbreakable – Unzerbrechlich, Löwen aus zweiter Hand und Mickys fröhliche Weihnachten zu hören. Bekannt ist Garth auch als deutsche Stimme von Frankie Muniz als Malcolm in Malcolm mittendrin.
Sein Bruder ist der Synchronsprecher Salvadore-Hugo Garth.

## Sprechrollen (Auswahl)

### Filme
- 1999: Mickys fröhliche Weihnachten – Shaun Fleming als junger Max Goof (Sprache)
- 2000: Unbreakable – Unzerbrechlich – Spencer Treat Clark als Joseph Dunn
- 2001: Charlie und das Rentier – Jonathan Malen als Scott
- 2001: Die Mumie kehrt zurück – Freddie Boath als Alexander „Alex“ O'Connell
- 2003: Löwen aus zweiter Hand – Haley Joel Osment als Walter
- 2003: Fluch der Karibik – Dylan Smith als Will (jung)
- 2006: Stay Alive – Stirbst du im Spiel, bist du tot! – Frankie Muniz als Swink Sylvania
- 2008: Jumper – Jesse James als Mark Kobold (jung)

### Serien
- 2001–2006: Malcolm mittendrin – Frankie Muniz als Malcolm
- 2011: Gigantic – Malcolm David Kelley als Finn Katins
- 2012: Terra Nova – Landon Liboiron als Josh Shannon
- 2012–2013: Pretty Little Liars – Brant Daugherty als Noel Kahn
- 2015: Die Thundermans – Malcolm David Kelley als Malcolm David Kelley